# Цапюк Степан Кирилович
Степан Кирилович Цапюк (нар. 26 січня 1954 року в селі Бринь Галицького району Івано-Франківської області — український політичний діяч та управлінець, народний депутат України V скликання, міський голова міста Олександрії Кіровоградської області у 1998—2006  та 2010—2020  роках. Член Політичної партії Трудова Україна у 1998–2005 роках та Партії регіонів у 2005–2014 роках.

## Життєпис
Степан Цапюк народився 26 січня 1954 року в селі Бринь Галицького району Івано-Франківської області. За національністю — українець. Родичі Степана Кириловича Цапюка брали активну участь у діяльності ОУН (Організації Українських Націоналістів) та УПА (Української Повстанської Армії).[джерело?]
Згодом переїхав на батьківщину матері та закінчив середню школу в селі Соболі Брагінського району Гомельської області Білорусі.
Навчався у міському професійно-технічному училищі у селищі Білоріченськ Лутугинського району Луганської області України.

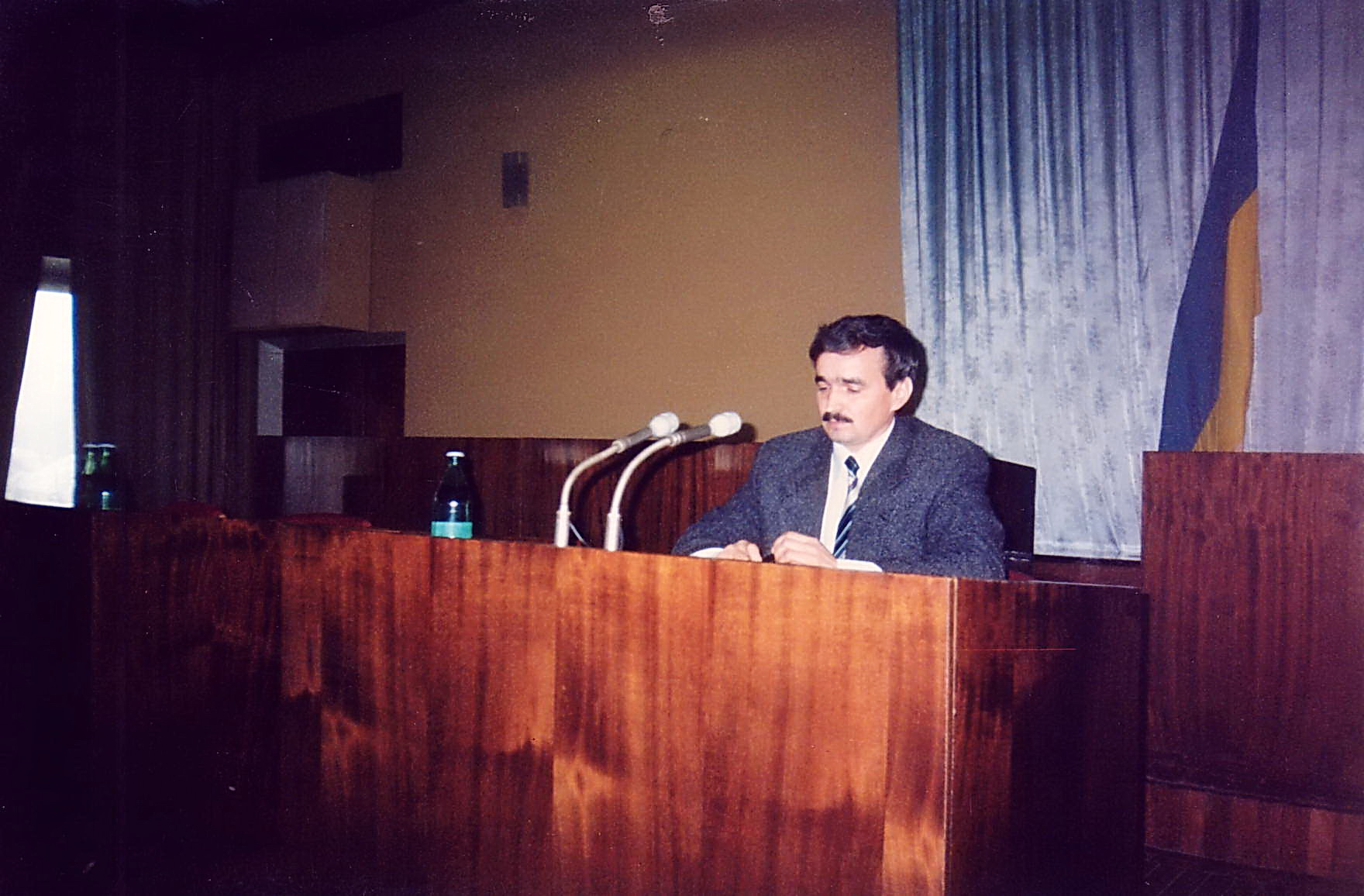
Степан Цапюк, перша сесія як мера, кінець квітня 1998 року

Степан Цапюк заочно навчався у Криворізькому авіаційному технічному училищі цивільної авіації (закінчив у 1985 році), у Ризькій школі менеджерів (закінчив у 1990 році), у Національній юридичний академії України ім. Ярослава Мудрого (закінчив у 2004 році).
У лавах Радянської армії Степан Цапюк служив у 1972–1982 роках.
У 1982 році працював інженером з експлуатації машинно-тракторного парку радгоспу «Варатик» (Молдова).
Із жовтня 1982 року по квітень 1984 року працював авіамеханіком Молдавського управління цивільної авіації міста Кишинів.
Більша частина трудової біографії Степана Цапюка пов'язана із заводом «Автоштамп» у місті Олександрії Кіровоградської області, де він працював з червня 1984 року по квітень 1998 року. Тут він обіймав посади слюсаря, майстра, начальника цеху, головного інженера, заступника директора з комерційних питань, комерційного директора ЗАТ «Завод Автоштамп».

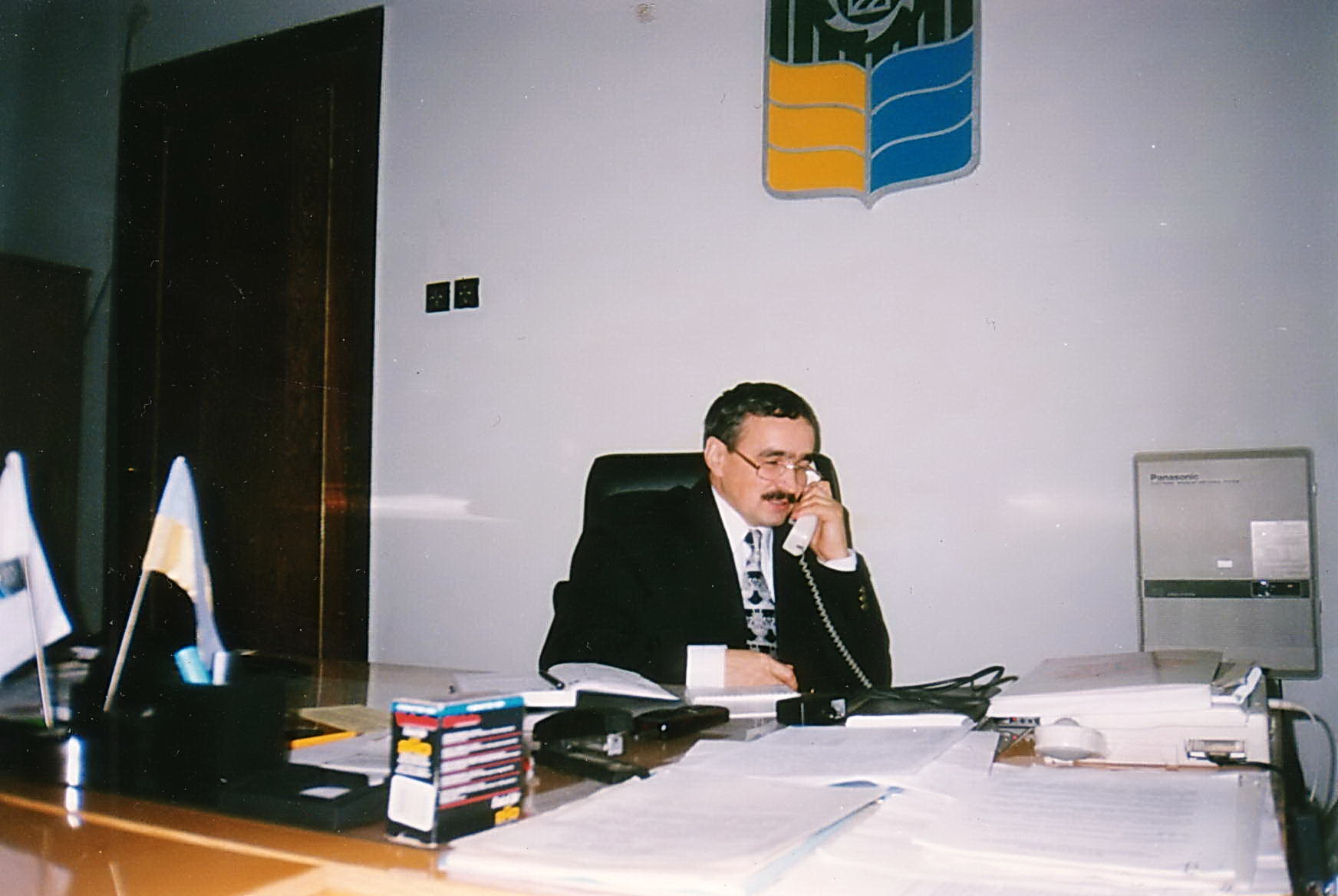
Степан Цапюк у день свого 45-річчя, 1999 рік

У 1998 році Степан Цапюк був обраний Олександрійським міським головою Кіровоградської області. Переобирався у 2002 році. У 2005 році став головою Кіровоградського обласного відділення Партії регіонів України. Вибори на посаду мера 2006 року програв з невеликим відставанням безпартійному Олексію Скічку, якого підтримували БЮТ та блок «Не так». Проте на паралельних парламентських виборах, пройшов до Верховної Ради України, посідаючи 147 місце у партійному списку Партії Регіонів України. На наступних виборах до Верховної Ради 6-го скликання не пройшов до парламенту за списком Партії Регіонів України.

## Повторне керівництво Олександрією
У 2010 році передав повноваження голови Кіровоградського обласного відділення Партії регіонів України новопризначеному губернатору Кіровоградщини, голові Кіровоградської обласної державної адміністрації Сергію Ларіну. У квітні 2010 року обійняв посаду першого заступника міського голови міста Олександрії Кіровоградської області О. Скічка. На місцевих виборах восени того ж (2010) року був знову обраний мером міста Олександрії з результатом у 47 % голосів, за 36 % явки виборців. У місті Олександрії до виборів не були допущені представники партії «Батьківщина», через це Степану Цапюку висувалися звинувачення, зокрема Народним депутатом України від БЮТ Валерієм Кальченком, у маніпулюванні місцевою виборчою комісією, які він, проте, відкидав.
На парламентських виборах 2012 року Степан Цапюк відмовився підтримати, затверджену його політичною силою — Партією Регіонів України, кандидатуру Сергія Кузьменка у 103-му мажоритарному виборчому окрузі з центром у місті Олександрії Кіровоградської області. Натомість він висунув та підтримав кандидатуру своєї першої заступниці Людмили Давиденко, яка після цього була виключена з Партії регіонів України. За підсумками виборів Людмила Давиденко посіла п'яте місце в окрузі, набравши 7 відсотків голосів. Переміг Сергій Кузьменко. 9 листопада 2012 року відбулося засідання політради Кіровоградського обласного осередку Партії Регіонів України, на якому, зокрема, обговорювалося недотримання Степаном Цапюком партійної дисципліни, порушення партійного статуту та як наслідок цього внесення певного розколу в рядах партії та її дискредитації. Майже одноголосно, за винятком однієї людини, яка утрималася, мера міста Олександрії було виключено з лав Партії регіонів України. Проте вже наступного року його було поновлено у лавах Партії Регіонів України. Таке рішення прийняла Центральна контрольна комісія Партії регіонів України 21 березня 2013 року, порекомендувавши водночас покарати Степана Цапюка, оголосивши йому сувору догану.
25 жовтня 2020 року програв на місцевих виборах Сергію Кузьменку у першому турі. 4 грудня 2020 року завершив каденцію Олександрійського міського голови.

## Позиція під час та післяЄвромайдану
Степан Цапюк послідовно критикував та виступав проти Євромайдану, підтримував застосування силових методів до протестувальників на Майдані. У зверненні до олександрійців від 18 лютого 2014 року він назвав Євромайдан «неонацистським путчем, метою якого є встановлення неонацистської диктатури», протестувальників — «екстремістами», а вбивство кількох десятків з них, що сталося того дня «відповідними заходами правоохоронних органів». Проте вже 26 лютого 2014 року у своєму зверненні він назвав акції на Майдані «мирними», але такими, що ними прикриваються люди, які тиснуть на нього з метою відставки. Незважаючи на пікети місьвиконкому, спроби захоплення приміщення та неодноразові вимоги громадськості піти у відставку, Степан Цапюк відмовився йти у відставку.
Наприкінці червня 2014 року Степан Цапюк, голова Олександрійського міського осередку Партії регіонів України, та фактичний керівник депутатської фракції Партії Регіонів України у Олександрійській міській раді (28 з 50 депутатів) розпустив фракцію у міській раді, та оголосив про приєднання до нового політичного проекту, створеного колишніми «регіоналами» — Партія розвитку України. Степан Кирилович Цапюк 8 серпня 2014 року взяв участь в установчій конференції Партії Розвитку України .

## Звинувачення в корупції
У 2011 році Степану Цапюку висувались численні звинувачення у корупції й неефективному господарюванні. Дрібні підприємці з Олександрійського центрального ринку звинувачували його в передачі цього ринку в оренду фірмі, що пропонувала найменшу орендну плату, через те, що серед власників фірми були родичі керівництва міста. Цю інформацію частково підтвердило розслідування журналістів телеканалу 1+1 в передачі «Гроші».

Будинок Степана Цапюка в Олександрії.

Наявність у своїй власності джипу Range Rover і великого будинку в центрі міста Степан Кирилович Цапюк пояснив тим, що заробив на них, працюючи на підприємстві оборонної галузі ще в СРСР і до початку своєї політичної кар'єри.
Через оприлюднення такої інформації Степан Цапюк 20 грудня 2011 року оголосив про те, що буде писати заяву до суду на журналістів телепередачі «Гроші» та особисто напише листа Ігорю Коломойському, власнику телеканалу «1+1». У відповідь на це Олег Дейнека, ведучий передачі «Гроші», заявив чому його передача зацікавилася обставинами передачі в оренду Олександрійського центрального ринку: «вуха мера помітні у цій структурі (ТОВ „Управляюча компанія-2011“), тому ми за це і взялися».
Адміністративний Суд Кіровоградської області 12 січня 2012 року признав незаконним рішення Олександрійського виконкому під головуванням Степана Цапюка про передачу КП «Олександрійський Центральний Ринок» в оренду ТОВ «Управляюча компанія-2011». Суд виявив, що міська рада не тільки віддала в оренду «Центральний ринок» компанії, яка запропонувала найнижчу, що була заявлена, орендну плату, але іще й прокредитувала цю компанію.

### Судове переслідування
Восени 2013 року Степан Цапюк став фігурантом корупційного скандалу щодо землі, яку викупив його син з компаньйонами. 4 жовтня 2013 року працівники Головного управління по боротьбі з організованою злочинністю МВС повідомили Степана Цапюка про складений відносно нього протокол. Мова йшла про порушення антикорупційного законодавства (ст. 172-7 Кодексу України про адміністративні правопорушення): під час розгляду міською радою питання щодо викупу сином міського голови — Максимом Цапюком земельної ділянки по вул. Куйбишева, 100, де розташовується база з продажу будівельних матеріалів «Купава», олександрійський мер не повідомив про те що мова йде про його близького родича. Під час обговорення на сесії було запропоновано виключити з порядку денного проект цього рішення, перевірити правомірність встановлення ставки орендної плати за землю та цільове використання цієї земельної ділянки, оскільки вона явно використовувалась не за цільовим призначенням. Але ця пропозиція була відхилена, а запропонований проект рішення був прийнятий. Голосував за «свій» проект рішення і сам міський голова Степан Цапюк, хоча не повинен був цього робити, а був зобов'язаний публічно заявити та попередити депутатів про наявний у нього конфлікт інтересів. Працівники міліції проводили перевірку через заяву ГО «Ліга підприємців Олександрії». В. о. голови «Ліги» Олександр Сердюк заявив журналістам: «При Цапюку корупція в місті досягла небачених масштабів. Через родичів і друзів він контролює безліч підприємств, йому належать магазини, земельні ділянки, дійшло до того, що навіть в морзі холодильники здаються в оренду».
На суді Степан Цапюк заявив про те, що не вважає себе винним, оскільки, на його думку, він є найвищою посадовою особою в місті, а тому, він не зобов'язаний повідомляти про свої конфлікти інтересів, так як нібито немає кому. Чому він не повідомив міськраду, як того вимагає законодавство України, він не пояснив. Суд неодноразово відкладав завершення судового розгляду, а Степан Цапюк кілька разів не з'являвся на судові засідання. Суд закрив справу відносно Степана Цапюка 3 грудня 2013 року за «відсутністю у його діях складу правопорушення». Суддя Микола Франько зазначив, що у суді не було доведено факт конфлікту особистого і службового інтересів міського голови.

## Стосунки з пресою
Степан Цапюк 2013 року потрапив до звіту «Вороги преси — 2012/2013» НСЖУ. Причиною стало те, що після прийняття Положення про акредитацію представників засобів масової інформації при Олександрійській міській раді журналісти не мали вільного доступу на засідання міської ради та її виконкому. Степан Цапюк не вбачав у цьому порушення законодавства. Тільки після втручання Генеральної прокуратури декілька норм «Положення про акредитацію» були скасовані.
В липні 2014 року Степан Цапюк у статті на сайті міськради, звинуватив олександрійського журналіста Віктора Голобородька у крадіжці піджака.

## Нагороди та звання
- Подяка Президента України Леоніда Кучми (1999)
- Грамота Митрополита Київського і всієї України, Предстоятеля Української Православної Церкви Московського Патріархату за заслуги перед Українською Православною Церквою та церковним ювілейним орденом «Різдво Христове-2000″ II ступеня (2000)
- Почесна грамота Верховної Ради України „за заслуги перед Українським народом, вагомий особистий внесок у сприяння становленню правової держави“ (2003)
- Почесна грамота Кабінету Міністрів України з врученням пам'ятного знака „За багаторічну сумлінну працю та вагомий особистий внесок у соціально-економічний розвиток міста Олександрії“ (2004)
- Грамота Федерації футболу України як почесному президенту муніципального футбольного клубу „Олександрія“ „За вагомий внесок у розвиток футболу“ (2004)
- Нагрудний знак „Шахтарська слава“ ІІІ ступеня (2004)
- Орден Агапіта Печерського Української Православної Церкви Київського Патріархату (2004)
- Рішенням Президії Української Спілки ветеранів Афганістану (воїнів-інтернаціоналістів) нагороджений медаллю „За заслуги“ III ступеня (2004), і медаллю „За заслуги“ II ступеня (2005)
- Почесний громадянин Олександрії[23] (2005)
- Почесні грамоти Кіровоградської обласної державної адміністрації і Кіровоградської обласної ради
- Звання почесного професора Черкаської академії менеджменту (2000).

## Особисте життя
Степан Цапюк одружений, його дружина Любов Петрівна (нар. 15 вересня 1957 року) — торговий представник Приватного науково-виробничого підприємства „Уран“, що займається вирощенням зернових та технічних культур.
Подружжя має трьох дітей. Донька Наталія Лазаренко, раніше Наталія Проквас, відповідно до прізвища колишнього чоловіка Віталія Прокваса, відомого олександрійського бізнесмена і депутата міськради від партії „Сильна Україна“, (нар. 28 серпня 1977 року). Двоє синів: Дмитро (нар. 25 березня 1980 року) та Максим (нар. 20 липня 1986 року).
Брат Степана Цапюка — Олександр (нар. 29 березня 1966 року) керівник Приватного науково-виробничого підприємства „Уран“, депутат Олександрійської міськради від Партії регіонів.